# Darya Klishina
Darya Klishina (russe : Дарья Игоревна Клишина, née le 15 janvier 1991 à Tver en République socialiste fédérative soviétique de Russie) est une athlète russe, spécialiste du saut en longueur.

## Biographie
Elle se révèle durant l'année 2007 en remportant la médaille d'or des Championnats du monde jeunesse 2007, compétition internationale réservée aux athlètes de moins de dix-huit ans. En 2009, la Russe s'adjuge le titre du saut en longueur des Championnats d'Europe junior de Novi Sad en améliorant son record personnel avec 6,80 m.
Début 2010, Darya Klishina établit la meilleure performance de l'année en salle en signant 6,87 m lors du meeting de Moscou, avant de se classer cinquième de la finale des Championnats du monde en salle de Doha, sa première compétition internationale majeure dans la catégorie senior, avec un saut à 6,62 m, échouant à un centimètre seulement du podium. Lors de la saison estivale, elle atteint la marque de 7,03 m lors du Mémorial Znamensky de Joukovski et améliore de neuf centimètres son propre record de Russie junior. Elle participe au circuit de la Ligue de diamant et prend la deuxième place du classement général final derrière l'Américaine Brittney Reese, obtenant notamment deux succès lors des meetings de Stockholm et de Londres.

### Titre européen (2011)

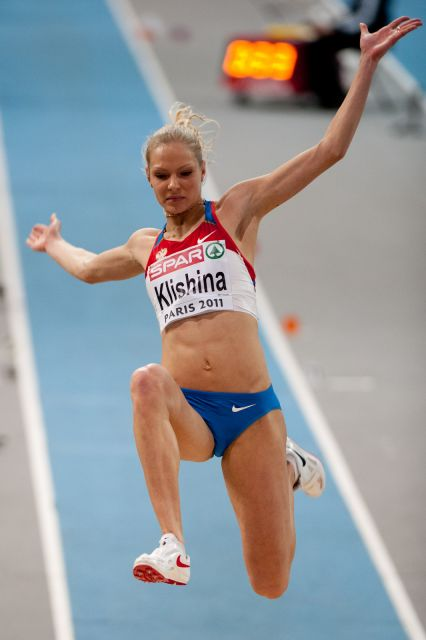
Darya Klishina lors de l'Euro en salle 2011.

En 2011, lors des Championnats d'Europe en salle de Paris, Darya Klishina remporte sa première compétition majeure en enlevant le concours de la longueur avec un bond à 6,80 m réalisé à sa cinquième tentative. Elle devance d'un centimètre seulement la Portugaise Naide Gomes et de 5 cm sa compatriote Yulia Pidluzhnaya. Vainqueur des Championnats d'Europe par équipes, elle devient championne d'Europe espoir de la longueur à Ostrava en améliorant de deux centimètres son record personnel avec 7,05 m, signant provisoirement la deuxième meilleure marque mondiale de l'année 2011.
Elle revient sur la scène internationale durant l'hiver 2012, après une fracture du pied et signe une victoire à Birmingham avec 6,75 m. En mars suivant, Klishina échoue au pied du podium des Championnats du monde en salle d'Istanbul avec 6,85 m, à seulement 4 centimètres de la médaille de bronze. La Russe ne participe pas aux Jeux olympiques de Londres, se classant seulement 5e des Championnats de Russie avec 6,81 m.
Lors des Championnats d'Europe en salle 2013, à Göteborg, Darya Klishina parvient à conserver son titre continental remporté deux ans plus tôt à Paris-Bercy. Elle réalise son meilleur saut dès sa première tentative en dépassant pour la première fois de sa carrière la ligne des 7 mètres en salle avec 7,01 m, meilleure performance mondiale de l'année. Elle devance sur le podium la Française Éloyse Lesueur, deuxième avec 6,90 m et la Suédoise Erica Jarder, médaillée de bronze en 6,71 m. 

### Sous les couleurs d'athlète neutre autorisée (ANA) depuis 2016

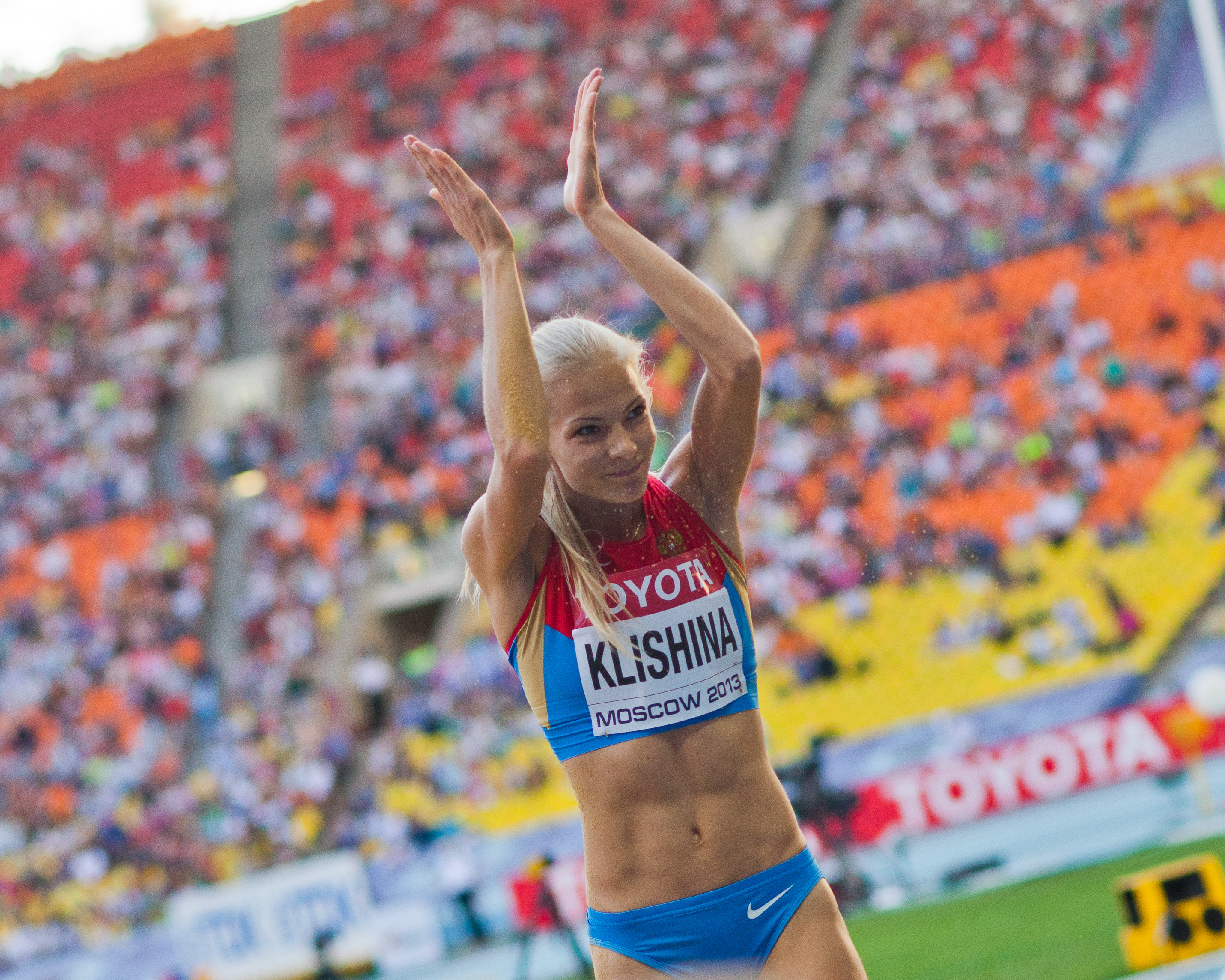
Darya Klishina lors des Championnats du monde 2013 à Moscou.

La Russe change d’entraîneur et de club en 2014, s'exilant aux États-Unis pour s’entraîner sous la houlette de Loren Seagrave. Elle décroche en août suivant la médaille de bronze des Championnats d'Europe de Zürich (6,65 m) sous des conditions météorologiques désastreuses (vent de face, pluie).
En raison de la disqualification de la Fédération russe d'athlétisme, c'est la seule athlète russe autorisée à participer aux Jeux olympiques de Rio, comme indépendante, puisqu'elle réside aux États-Unis et est soumise aux contrôles antidopage américains. Elle termine 9e des Jeux avec un saut à 6,63 m[réf. souhaitée].
Depuis 2017, Darya Klishina concourt en tant qu'"athlète neutre autorisée" (ANA) et est répertoriée sous cette bannière. C'est sous ce statut qu'elle ouvre sa saison hivernale avec 6,78 m à Riga le 10 février et sous lequel elle pourra participer aux championnats internationaux. Elle termine 4e des Championnats d'Europe en salle de Belgrade avec 6,84 m.
Elle ouvre sa saison estivale le 26 mai lors du Prefontaine Classic de Eugene et prend la quatrième place avec 6,70 m.
Le 11 août, en finale des Championnats du monde de Londres, Darya Klishina améliore successivement sa meilleure performance de la saison (6,75 m) à 6,78 — 6,88 — 6,91 puis 7,00 m. Elle réalise pour la première fois les 7,00 m depuis son record de 7,05 m en 2011. Elle devient vice-championne du monde derrière l'Américaine Brittney Reese (7,02 m) et remporte sa première médaille mondiale.
Elle fait l'impasse sur la saison 2018 pour se concentrer sur ses études.

## Palmarès

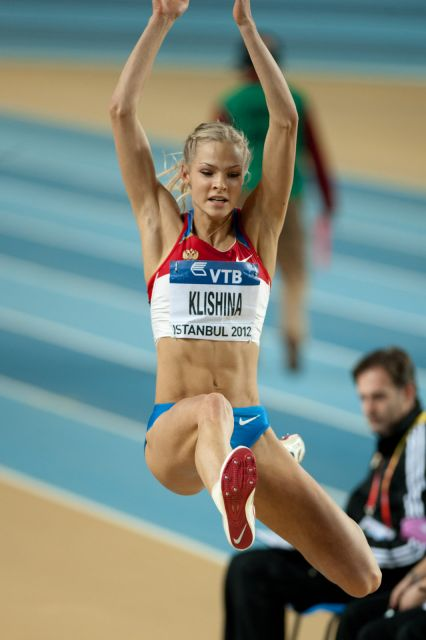
Klishina lors des mondiaux en salle 2012.

| Date                                | Compétition                          | Lieu                   | Résultat               | Marque                 |                        |
| Représentant la Russie              | Représentant la Russie               | Représentant la Russie | Représentant la Russie | Représentant la Russie | Représentant la Russie |
| ----------------------------------- | ------------------------------------ | ---------------------- | ---------------------- | ---------------------- | ---------------------- |
| 2007                                | Championnats du monde jeunesse       | Ostrava                | 1re                    | 6,47 m                 |                        |
| 2007                                | Fest. olympique de la jeunesse euro. | Belgrade               | 1re                    | 6,43 m                 |                        |
| 2009                                | Championnats d'Europe juniors        | Novi Sad               | 1re                    | 6,80 m                 |                        |
| 2010                                | Championnats du monde en salle       | Doha                   | 5e                     | 6,62 m                 |                        |
| 2010                                | Ligue de diamant                     | Ligue de diamant       | 2e                     | détails                |                        |
| 2011                                | Championnats d'Europe en salle       | Paris                  | 1re                    | 6,80 m                 |                        |
| 2011                                | Championnats d'Europe par équipes    | Stockholm              | 1re                    | 6,74 m                 |                        |
| 2011                                | Championnats d'Europe espoirs        | Ostrava                | 1re                    | 7,05 m                 |                        |
| 2011                                | Championnats du monde                | Daegu                  | 6e                     | 6,50 m                 |                        |
| 2012                                | Championnats du monde en salle       | Istanbul               | 4e                     | 6,85 m                 |                        |
| 2013                                | Championnats d'Europe en salle       | Göteborg               | 1re                    | 7,01 m                 |                        |
| 2013                                | Championnats d'Europe par équipes    | Gateshead              | 2e                     | 6,43 m                 |                        |
| 2013                                | Universiade                          | Kazan                  | 1re                    | 6,90 m                 |                        |
| 2013                                | Championnats du monde                | Moscou                 | 6e                     | 6,76 m                 |                        |
| 2014                                | Championnats du monde en salle       | Sopot                  | 7e                     | 6,51 m                 |                        |
| 2014                                | Championnats d'Europe                | Zurich                 | 3e                     | 6,65 m                 |                        |
| 2015                                | Championnats d'Europe par équipes    | Tcheboksary            | 1re                    | 6,95 m                 |                        |
| 2015                                | Championnats du monde                | Pékin                  | 9e                     | 6,65 m                 |                        |
| En tant qu'athlète neutre autorisée |                                      |                        |                        |                        |                        |
| 2016                                | Jeux olympiques                      | Rio de Janeiro         | 9e                     | 6,63 m                 |                        |
| 2017                                | Championnats d'Europe en salle       | Belgrade               | 4e                     | 6,84 m                 |                        |
| 2017                                | Championnats du monde                | Londres                | 2e                     | 7,00 m                 |                        |

## Records

### Records personnels
| Épreuve          | Épreuve   | Marque | Lieu     | Date            |
| ---------------- | --------- | ------ | -------- | --------------- |
| Saut en longueur | Plein air | 7,05 m | Ostrava  | 17 juillet 2011 |
| Saut en longueur | Salle     | 7,01 m | Göteborg | 2 mars 2013     |

### Meilleures performances par année
| Année | Marque | Date            | Lieu        | Rang |
| ----- | ------ | --------------- | ----------- | ---- |
| 2006  | 6,33 m | 20 juin 2006    | Kiev        | 164  |
| 2007  | 6,49 m | 22 juin 2007    | Penza       | 92   |
| 2008  | 6,20 m | 19 juin 2008    | Tcheboksary | —    |
| 2009  | 6,80 m | 24 juillet 2009 | Novi Sad    | 14   |
| 2010  | 7,03 m | 26 juin 2010    | Zhukovsky   | 2    |
| 2011  | 7,05 m | 17 juillet 2011 | Ostrava     | 2    |
| 2012  | 6,93 m | 15 juillet 2012 | Yerino      | 14   |
| 2013  | 6,90 m | 8 juillet 2013  | Kazan       | 10   |
| 2014  | 6,90 m | 24 juillet 2014 | Kazan       | 6    |
| 2015  | 6,95 m | 21 juin 2015    | Tcheboksary | 6    |
| 2016  | 6,84 m | 21 juin 2016    | Tcheboksary | 12   |
| 2017  | 7,00 m | 11 août 2017    | Londres     | 3    |

| Année | Marque | Date            | Lieu     | Rang |
| ----- | ------ | --------------- | -------- | ---- |
| 2006  | 6,31 m | 8 février 2007  | Saransk  | 105  |
| 2007  | —      | —               | —        | —    |
| 2008  | 6,44 m | 27 janvier 2008 | Moscou   | 55   |
| 2009  | 6,18 m | 3 février 2009  | Moscou   | —    |
| 2010  | 6,87 m | 7 février 2010  | Moscou   | 2    |
| 2011  | 6,82 m | 6 février 2011  | Moscou   | 5    |
| 2012  | 6,86 m | 5 février 2012  | Moscou   | 7    |
| 2013  | 7,01 m | 2 mars 2013     | Göteborg | 1    |
| 2014  | 6,76 m | 8 mars 2013     | Sopot    | 6    |
| 2015  | —      | —               | —        | —    |
| 2016  | —      | —               | —        | —    |
| 2017  | 6,84 m | 5 mars 2017     | Belgrade | 4    |